# Manaslu
Manaslu, tudi Kutang (8156 m) je osma najvišja gora na svetu, nahaja se v nepalski Himalaji. Izraz Manaslu izhaja iz sanskrtske besede manasa, kar pomeni gora duha. Vrh sta prva osvojila 9. maja 1956 člana japonske odprave, Toshio Imanishi in Gyalzen Norbu.
Vzpon je bil usoden za jugoslovanskega alpinista Nejca Zaplotnika (1983).